# Isobel Christiansen
Isobel Mary Christiansen, detta Izzy (Macclesfield, 20 settembre 1991), è un'ex calciatrice inglese, di ruolo centrocampista.
Dopo aver giocato la prima parte della carriera nel campionato inglese femminile di calcio, vincendo un campionato, quello 2016, e una FA Women's Super League Cup con il Manchester City, alle quali si aggiunge una FA Women's Cup con il Birmingham City, passa a quello francese, ottenendo alla sua prima stagione con l'Olympique Lione il treble campionato-coppa di Francia-UEFA Champions League.
Ha inoltre indossato la maglia delle nazionali inglesi dalle giovanili alla nazionale maggiore, laureandosi campionessa d'Europa Under-19 a Bielorussia 2009 e ottenendo il secondo posto al successivo di Macedonia 2010, e passata alla formazione senior conquistando la SheBelieves Cup 2019.

## Carriera

### Club
Christiansen si appassiona al calcio fin da giovanissima, incoraggiata dal fratello maggiore ad iniziare i suoi primi passi nella squadra dove risiedeva. Le qualità messe in luce la fanno approdare alle giovanili del Manchester United dove ottiene risultati di rilievo.
Non avendo ancora il Manchester Utd una formazione femminile, Christiansen decide di continuare l'attività nelle giovanili dell'Everton, squadra con la quale viene aggregata alla formazione titolare dal 2008 e giocando in FA Women's Premier League National Division, l'allora denominazione del livello di vertice del campionato inglese. Nella stagione d'esordio con le Toffees condivide con le compagne il secondo posto in classifica in campionato, alle spalle dell'Arsenal, risultato che comunque le consente di fare il suo esordio in UEFA Women's Champions League il 30 settembre 2009, nell'incontro dei sedicesimi di finale della stagione 2009-2010 perso 3-0 con le norvegesi del Røa
Dopo una sola stagione con il club di Merseyside si trasferisce al Birmingham City, giocando nella nuova FA Women's Super League 1 dal campionato 2011, dove la sua nuova squadra si classifica al secondo posto dietro all'Arsenal, mentre la stagione di Women's FA Cup 2011-2012 la vede vincere il suo primo trofeo battendo ai tiri di rigore il Chelsea dopo che i tempi regolamentari si erano conclusi sul 2-2. Il risultato in campionato le consente di fare il suo ritorno in Women's Champions League per la stagione 2012-2013, dove la corsa della sua squadra si interrompe già ai sedicesimi di finale dopo aver concesso alle italiane del Bardolino Verona di recuperare il 2-0 dell'andata venendo sconfitte a Verona per 3-0. Christiansen rimane con in club di Birmingham anche la stagione successiva, ottenendo nuovamente un secondo posto nel campionato 2012, fino al termine del 2013.

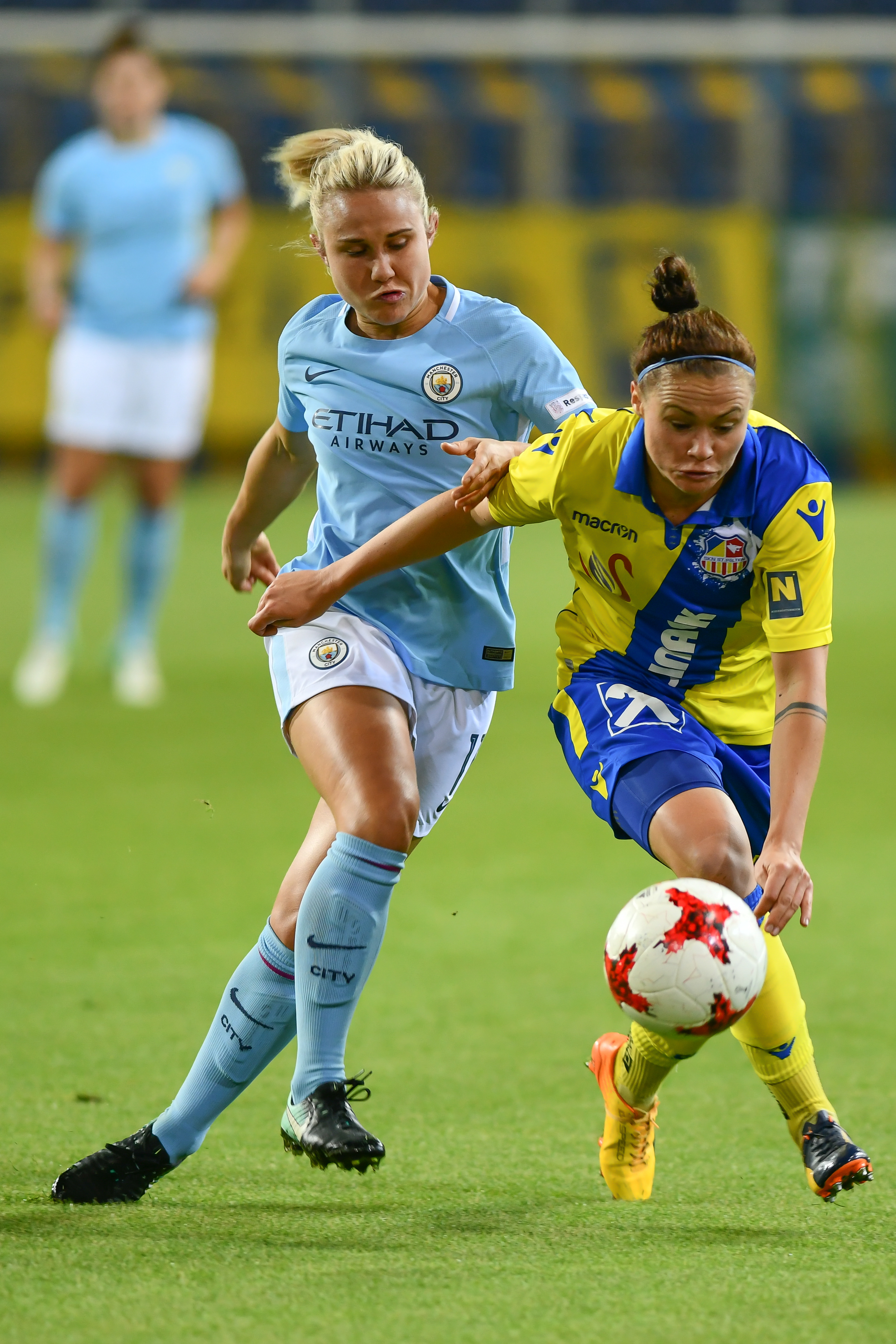
Christiansen in un'azione di gioco con Stefanie Enzinger nell'incontro di UEFA Women's Champions League 2017-2018 vinto 3-0 sulle austriache del.

Il 7 febbraio 2014 sottoscrive un contratto con il Manchester City per indossare la maglia delle Citizens dalla stagione entrante. Il 16 ottobre segna la rete con cui la sua squadra vince la FA Women's Super League Cup 2014 battendo l'Arsenal per 1-0, ottenendo così il primo importante trofeo peer la formazione femminile, mentre in campionato la squadra ottiene solo un quinto posto in classifica. Contribuisce all'ascesa di competitività del club di Manchester che ottiene il secondo posto nel campionato 2015 a due punti dal Chelsea, e conquistando il titolo di campione d'Inghilterra in quello successivo, anno in cui, nell'aprile 2016, viene premiata con tre titoli individuali tra i quali il PFA Women's Players' Player of the Year e il PFA WSL Team of the Year.
Christiansen veste la maglia del Manchester City per altre due stagioni, rinnovando il contratto nel settembre 2017 assieme a Jill Scott, tuttavia a stagione conclusa decide di lasciare l'Inghilterra per il suo primo campionato all'estero. Nei cinque campionati disputati, compreso quello ridotto del 2017 (Spring Series), colleziona complessivamente 61 presenze siglando 18 reti.
Nell'estate 2018 si è trasferita in Francia tra le file dell'Olympique Lione, dominatore del campionato francese da più di un decennio, sottoscrivendo con la società di Lione un contratto biennale. Il tecnico Reynald Pedros la impiega in campionato già dalla 1ª giornata, nell'incontro dove la sua squadra si impone sulle avversarie del Lilla con il risultato di 8-0 e dove, al 64', è autrice della rete del parziale 5-0. Christiansen scende in campo in altre 13 occasioni, partendo complessivamente da titolare in 8 incontri di campionato, siglando la sua seconda rete all'11ª giornata, dove all'84' fissa il risultato su 4-1 con il Fleury Alla sua prima stagione con la società di Lione ottiene il suo secondo personale treble vincendo campionato, Coppa di Francia, una presenza e una rete per lei nella vittoria per 6-0 sul Rodez, e Champions League, tre presenze e una rete alle olandesi dell'Ajax.
Il 27 dicembre 2019 ha annunciato il suo ritorno in Inghilterra tra le file dell'Everton, società con la quale aveva esordito nei campionati maggiori dieci anni prima.

### Nazionale
Christiansen inizia ad essere convocata dalla Federazione calcistica dell'Inghilterra (Football Association - TheFA) per indossare le maglie delle nazionali giovanili fin dal 2007, inizialmente nella formazione Under-17, con la quale disputa le qualificazioni all'Europeo 2008 di categoria. Fa il suo debutto nel torneo UEFA il 27 ottobre 2007, nell'incontro valido per il primo turno di qualificazione dove le inglesi si impongono sulle pari età della Georgia con il risultato di 13-0, condividendo con le compagne l'accesso alla fase finale dove la sua squadra, perdendo entrambi gli incontri, si classifica al quarto e ultimo posto. Il torneo determina anche le nazionali della zona UEFA selezionate per partecipare al Mondiale di Nuova Zelanda 2008. Inserita nuovamente in rosa per il mondiale, si rivela fondamentale nel passaggio del turno ai quarti di finale, siglando la rete che porta sul 2-2 l'incontro con il Giappone e che, dopo i tiri di rigore, vede l'Inghilterra prevalere sulle asiatiche. Il torneo su concluderà poi con una doppia sconfitta, sia in semifinale, 2-1 con la Corea del Nord che nella finale per il terzo posto, 3-0 con la Germania.
In seguito viene convocata nella Under-19, inserita in rosa dal tecnico Mo Marley con la squadra che, battendo in finale 2-0 le avversarie della Svezia, vince l'Europeo di Bielorussia 2009, primo titolo per la formazione inglese, e si classifica al secondo posto, battuta 2-1 in finale dalla Francia, in quello successivo di Macedonia 2010. Quest'ultimo risultato consente all'Inghilterra l'accesso al Mondiale di Germania 2010 con la formazione Under-20. Inserita in rosa da Marley, Christiansen scende in campo in tutti i tre incontri giocati dalla sua nazionale nel gruppo C, che con un pareggio, 1-1 con la Nigeria, e due sconfitte, 1-0 con il Messico e 3-1 con il Giappone, viene eliminata già alla fase a gironi.
Dopo aver contribuito alla conquista della medaglia d'oro con la rappresentativa del Regno Unito alle Universiadi di Kazan' 2013 e aver marcato alcune presenze con la Under-23, nel gennaio 2014 Christiansen approda alla nazionale maggiore, chiamata a sostituire Jodie Taylor che aveva espresso la decisione di ritirarsi.

## Palmarès

### Club

#### Competizioni nazionali
- Campionato francese: 1

Olympique Lione: 2018-2019
- Campionato inglese: 1

Manchester City: 2016
- Coppa di Francia: 1

Olympique Lione: 2018-2019
- FA Women's Cup: 1

Birmingham City: 2011-2012
- FA Women's Super League Cup: 1

Manchester City: 2014
- Trophée des Championnes: 1

Olympique Lione: 2019

#### Competizioni internazionali
- UEFA Women's Champions League: 1

Olympique Lione: 2018-2019

### Nazionale
- SheBelieves Cup: 1

2019
- Campionato europeo femminile Under 19 di calcio: 1

2009

### Individuale
- Calciatrice dell'anno della PFA: 1

2015-2016